# Фарход Халимов
Фарход Халимов (тадж. Фарҳод Ҳалимов) — село в Кушониёнском районе Хатлонской области Республики Таджикистан. Подчинен администрации джамоата посёлка Бохтариён.
Находится на расстоянии 18 км от райцентра (пгт. им. Исмоила Сомони) и 2 км от посёлка Бохтариён.
Население — 803 чел. (2017).